# Seeanemonen
Seeanemonen (Actiniaria), auch Seerosen, Seenelken oder Aktinien genannt, sind eine arten- und gattungsreiche Ordnung der Hexacorallia innerhalb der Blumentiere (Anthozoa). Es handelt sich ausschließlich um im Meer vorkommende, stets solitär lebende, meist relativ große Tiere, die vom Flachwasser bis in abyssale Tiefen vorkommen. Derzeit sind etwa 1200 Arten bekannt.

## Merkmale
Seeanemonen besitzen kein Skelett und leben solitär, d. h., sie bilden keine Kolonien im Gegensatz zu den meisten anderen Vertretern der Blumentiere. Sie sind halbsessil; sie können sich durch langsames Kriechen auf ihrer Fußscheibe fortbewegen, mit der sie sich normalerweise auf hartem Untergrund festkrallen oder in Sand und Geröll eingraben. Ihr Körper ist muskulös. Die Größe kann, je nach Art, von einem bis 150 Zentimeter reichen. Ihre Tentakel sind einfach und in der Regel nicht verzweigt und oft durchscheinend. Manche Arten haben Nesselfäden, hier Acontien genannt, die durch den Mund oder durch Poren im Scapus, sog. Cinclidien, ausgeschleudert werden. Vielfältige Formen an Fortpflanzungsmodi sind bekannt. So existieren getrenntgeschlechtliche, aber auch zwittrige Arten. Sogar Querteilung oder Abschnüren von Fußpartien kommt vor.

## Geographisches Vorkommen, Verbreitung und Lebensweise
Es gibt über 1200 Arten in allen Meeren vom Flachwasser bis zu 10.000 m Tiefe. In europäischen Gewässern finden sich ca. 60 Arten. Viele ausgewachsene Aktinien fressen Fische, Krebse und Schnecken, andere nur Plankton.

## Symbiosen

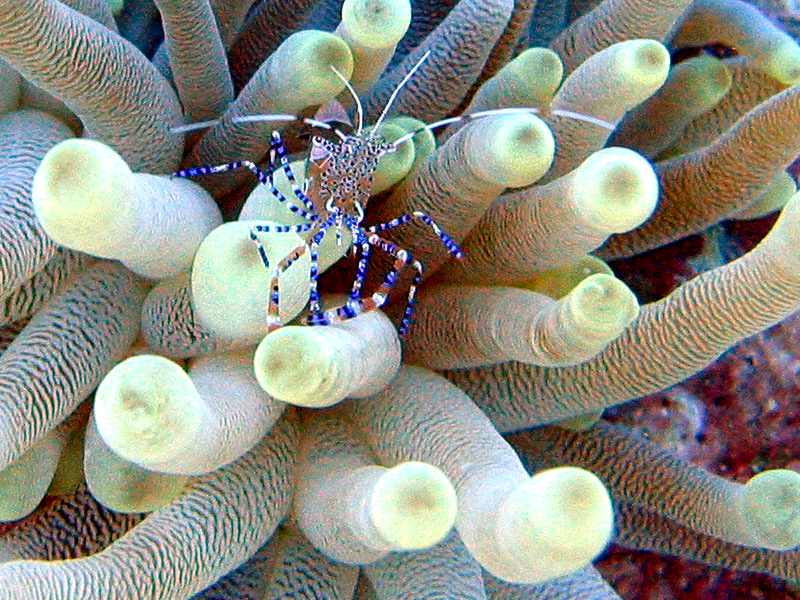
Partnergarnele zwischen Anemonententakel

Einige Arten gehen Symbiosen mit anderen Tieren ein. So finden z. B. Anemonenfische, die Anemonengrundel, Spinnenkrabben oder Partnergarnelen zwischen den Tentakeln Schutz vor Feinden. Umgekehrt heftet sich die Schmarotzerrose an das von einem Einsiedlerkrebs bewohnten Schneckenhaus (Ektosymbiose) an.

## Systematik
Eine aktuelle Systematik teilt die Seeanemonen auf Basis einer phylogenetischen Untersuchung, bei der zwei Gene mitochondrialer DNA und drei Gene aus dem Zellkern von 123 verschiedenen Seeanemonenarten miteinander verglichen wurden, in zwei Unterordnungen und fünf Überfamilien.
- Seeanemonen (Actiniaria)
  - Unterordnung Anenthemonae
    - Überfamilie Edwardsioidea

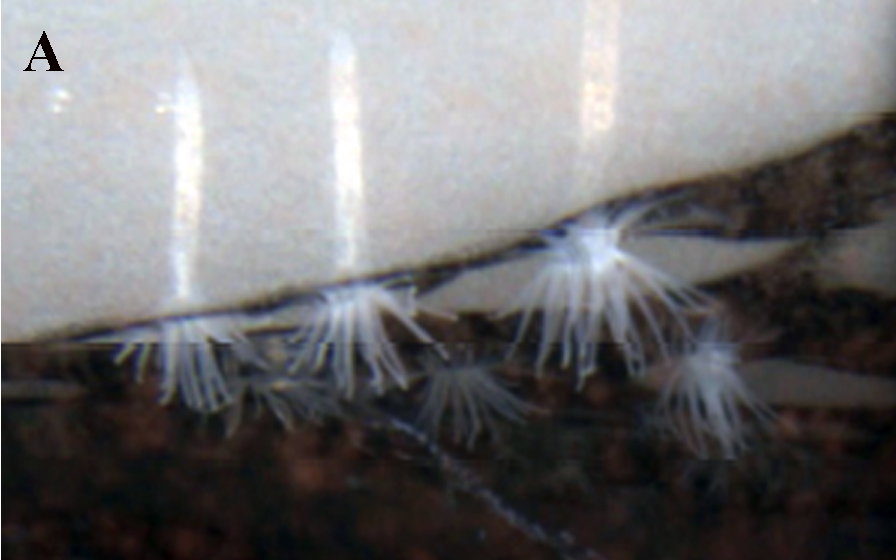
Edwardsiella andrillae – Art aus der Antarktis von der Unterseite des Schelfeises

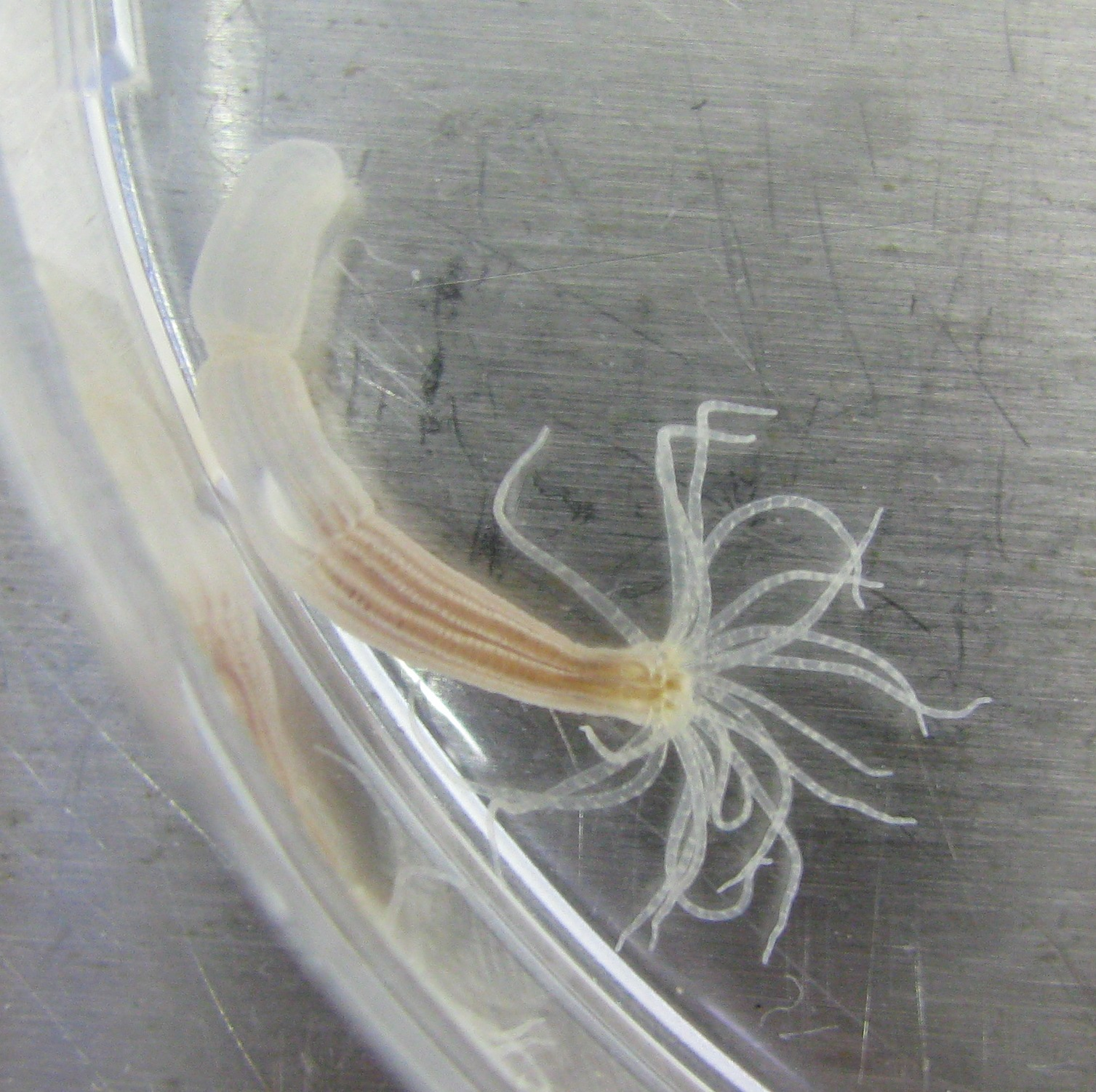
Nematostella vectensis – Modellorganismus mit vollständig sequenziertem Genom

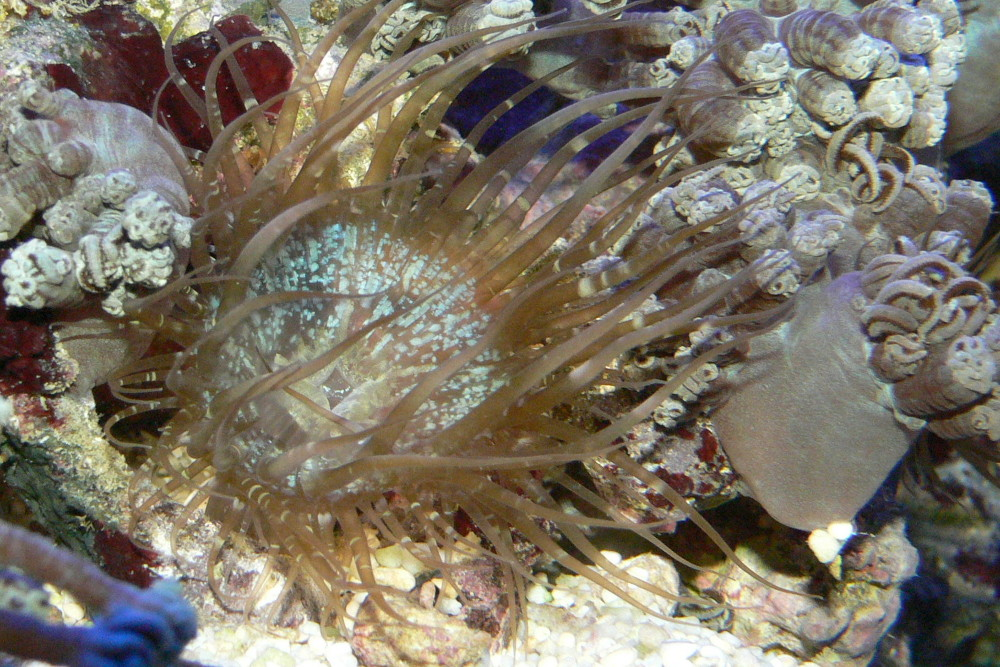
Glasrose (Aiptasia sp.)

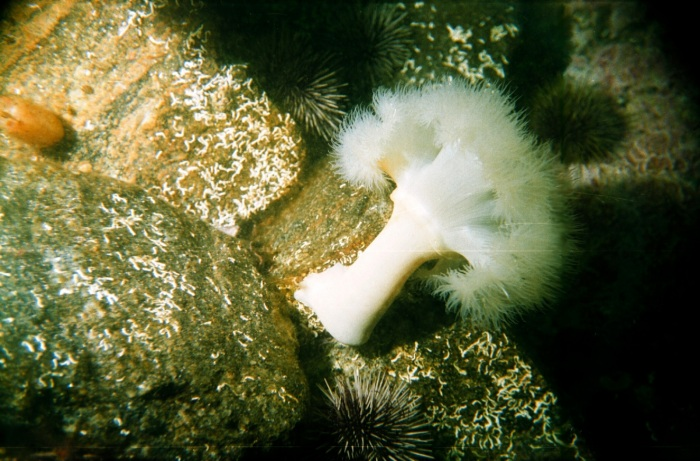
Seenelke (Metridium senile)

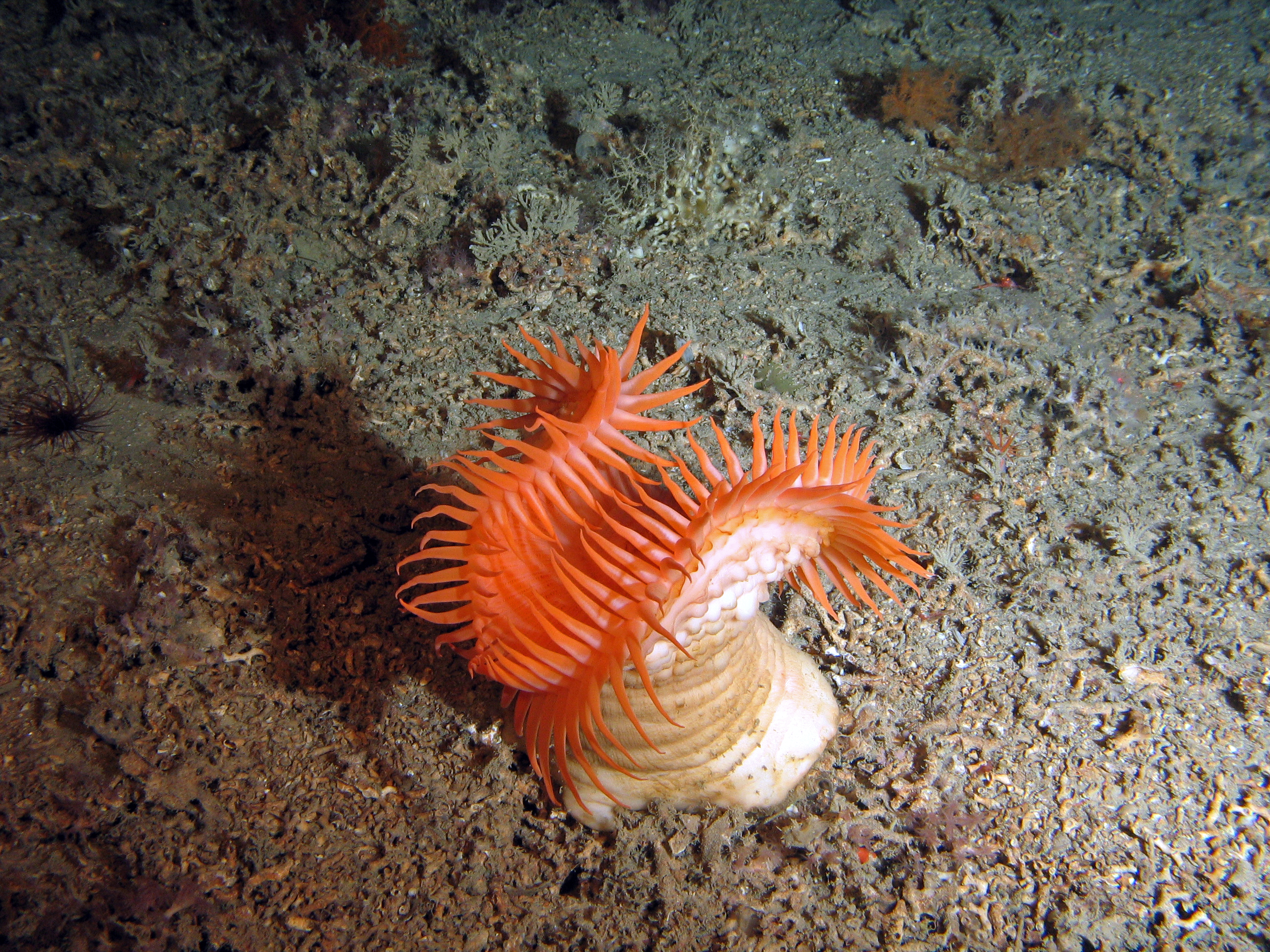
Fliegenfallen-Seeanemone auf einem Korallenhügel vor Irland in 780 Meter Wassertiefe

      - Familie Edwardsiidae Andres, 1881

    - Überfamilie Actinernoidea
      - Familie Actinernidae Stephenson, 1922
      - Familie Halcuriidae Carlgren, 1918

  - Unterordnung Enthemonae
    - Überfamilie Actinostoloidea
      - Familie Actinostolidae Carlgren, 1932
      - Familie Exocoelactiidae Carlgren, 1925

    - Überfamilie Actinioidea
      - Familie Actiniidae Rafinesque, 1815
      - Familie Actinodendridae Haddon, 1898
      - Familie Andresiidae Stephenson, 1922
      - Familie Capneidae Gosse, 1860
      - Familie Condylanthidae Stephenson, 1922
      - Familie Haloclavidae Verrill, 1899
      - Familie Homostichanthidae Carlgren, 1900
      - Familie Iosactinidae Riemann-Zürneck, 1997
      - Familie Limnactiniidae Carlgren, 1921
      - Familie Liponematidae Hertwig, 1882
      - Familie Minyadidae Milne Edwards, 1857
      - Familie Oractinidae Riemann-Zürneck, 2000
      - Familie Phymanthidae Andres, 1883
      - Familie Preactiniidae England in England & Robson, 1984
      - Familie Ptychodactiidae Appellöf, 1893
      - Familie Stichodactylidae Andres, 1883; darunter 7 von 10 Symbioseanemonen
      - Familie Thalassianthidae Milne Edwards, 1857

    - Überfamilie Metridioidea
      - Familie Acontiophoridae Carlgren, 1938
      - Familie Actinoscyphiidae Stephenson, 1920
      - Familie Aiptasiidae Carlgren, 1924
      - Familie Aiptasiomorphidae Carlgren, 1949
      - Familie Aliciidae Duerden, 1895
      - Familie Amphianthidae Hertwig, 1882
      - Familie Andvakiidae Danielssen, 1890
      - Familie Antipodactinidae Rodríguez, López-González, Daly, 2009
      - Familie Bathyphelliidae Carlgren, 1932
      - Familie Boloceroididae Carlgren, 1924
      - Familie Diadumenidae Stephenson, 1920
      - Familie Gonactiniidae Carlgren, 1893
      - Familie Halcampidae Andres, 1883
      - Familie Haliactinidae Carlgren, 1949
      - Familie Haliplanellidae Hand, 1956
      - Familie Hormathiidae Carlgren, 1932
      - Familie Isanthidae Carlgren, 1938
      - Familie Kadosactidae Riemann-Zürneck, 1991
      - Familie Metridiidae Carlgren, 1893
      - Familie Mimetridiidae
      - Familie Nemanthidae Carlgren, 1940
      - Familie Nevadneidae Carlgren, 1925
      - Familie Octineonidae Fowler, 1894
      - Familie Ostiactinidae Rodríguez et al., 2012
      - Familie Phelliidae
      - Familie Ramireziidae Fautin, Eppard & Mead, 1988
      - Familie Sagartiidae Gosse, 1858
      - Familie Sagartiomorphidae Carlgren, 1934